# Lobelia barnsii
Lobelia barnsii är en klockväxtart som beskrevs av Arthur Wallis Exell. Lobelia barnsii ingår i släktet lobelior, och familjen klockväxter.
Artens utbredningsområde är São Tomé. Inga underarter finns listade i Catalogue of Life.